# Chlorotettix bicoloratus
Chlorotettix bicoloratus är en insektsart som beskrevs av Delong 1945. Chlorotettix bicoloratus ingår i släktet Chlorotettix och familjen dvärgstritar. Inga underarter finns listade i Catalogue of Life.